# Raymond Cruz
Raymond Cruz (Los Angeles, Califòrnia, 9 de juliol de 1961) és un actor nord-americà. És conegut per haver interpretat diversos papers de militar. Les seves actuacions inclouen les pel·lícules Perill imminent (Clear and Present Danger), com Domingo Chavez ("Ding" Chavez), i The Sustitute, com el segon oficial en comando. A la pel·lícula La Roca interpreta un marine nord-americà, i com detectiu Julio Sanchez a la sèrie The Closer i el seu spin-off Major Crimes.
A From Dusk Till Dawn 2: Texas Blood Money és Jesus, a Alien: Resurrecció és el soldat Distephano, ia Alerta màxima (Under Siege) és Ramírez. En la pel·lícula de colles Blood In Blood Out fa el paper de Chuy com a membre de la colla els Vatos Bojos. També apareix com El Missatger a Gremlins 2: la nova generació (Gremlins 2: The New Batch). En la pel·lícula Training Day és el membre de la colla Sniper.
Ha tingut actuacions especials a Star Trek: Deep Space Nine a l'episodi The Siege of AR-558, a The X-Files i com a mató (thug) en la segona temporada de la sèrie 24, protagonitzada per Kiefer Sutherland. Va tenir una breu aparició a la sèrie Nip/Tuck, Cruz va guanyar popularitat en els últims anys pel seu paper com el distribuïdor de metamfetamines Tuco Salamanca a Breaking Bad, el 2008 i l'spin-off d'aquesta mateixa sèrie Better Call Saul (2014). i també té un paper periòdic com "Paco" a My Name Is Earl.
Dins de les actuacions reconegudes realitzades per Cruz, hi ha la de la sèrie Los Americans, en la qual va participar juntament amb actors reconeguts com Esai Morales, Lupe Ontiveros, JC Gonzalez, Yvonne De La Rosa, entre d'altres. Aquesta va ser una sèrie que va comptar amb un focus multigeneracional, d'una família de classe mitjana que vivia a Los Angeles.

## Filmografia

### Pel·lícules[5]
| Any  | Títol                                    | Rol                        |
| ---- | ---------------------------------------- | -------------------------- |
| 1987 | Maid to Order                            | Sam                        |
| 1988 | Twice Dead                               | Gang member                |
| 1989 | I Know My First Name is Steven           | Punk                       |
| 1990 | Gremlins 2: la nova generació            | Messenger                  |
| 1991 | Dead Again                               | Store clerk                |
| 1991 | Out For Justice                          | Hèctor                     |
| 1992 | Under Siege                              | Ramírez                    |
| 1993 | Blood in, Blood Out                      | Chuy                       |
| 1994 | Clear and Present Danger                 | Ding Chávez                |
| 1995 | Operation Dumbo Drop                     | Staff Sergeant Adams       |
| 1996 | The Substitute                           | Joey Six                   |
| 1996 | La Roca                                  | Sergeant Rojas             |
| 1996 | Up Close and Personal                    | Fernando Buttanda          |
| 1997 | Alien: resurrecció                       | Private Vincent Di Stefano |
| 1999 | From Dusk Till Dawn 2: Texas Blood Money | Jesús                      |
| 2001 | Training Day                             | Sniper                     |
| 2002 | Collateral Damage                        | Junior                     |
| 2004 | My Name is Modesty                       | Garcia                     |
| 2005 | Havoc                                    | Xinès                      |
| 2015 | Cleveland Abduction                      |                            |
| 2019 | The Curse of La Llorona                  | Curaner                    |
| 2021 | Miracle blau                             | Hèctor                     |

### Televisió[5]
| Any          | Títol                      | Rol                    | Notes                        |
| ------------ | -------------------------- | ---------------------- | ---------------------------- |
| 1993         | Murder, She Wrote          | José "Joseph" Galván   | Episodi: Double Jeopardy     |
| 1997         | The X Files                | Eladio Buente          | Episodi: El món gira         |
| 1998         | Star Trek: Deep Space Nine | Vargas                 | Episodi: The Siege of AR-558 |
| 2000         | Harsh Realm                | Sgt. Escalant          | 2 episodis                   |
| 2003         | 24                         | Rouse                  | 2 episodis                   |
| 2003–2010    | Nip/Tuck                   | Alexandre Pérez        |                              |
| 2005–2012    | The Closer                 | Detectiu Julio Sánchez |                              |
| 2005–2008    | My Name is Earl            | Paco                   | 5 episodis                   |
| 2008–2009    | Breaking Bad               | Tuco Salamanca         | 4 episodis                   |
| 2012         | White Collar               | Sheriff Morales        | Episodi: Most Wanted         |
| 2012–2018    | Major Crimes               | Detectiu Julio Sánchez |                              |
| 2015–present | Better Call Saul           | Tuco Salamanca         |                              |